# Ommatius lunatus
Ommatius lunatus är en tvåvingeart som beskrevs av Scarbrough 2002. Ommatius lunatus ingår i släktet Ommatius och familjen rovflugor. Inga underarter finns listade i Catalogue of Life.